# Донской сельсовет (Ставропольский край)
Донской сельсовет — упразднённое сельское поселение в Труновском районе Ставропольского края России.
Административный центр — село Донское.

## Символика
19 апреля 2005 года утверждены герб и флаг Донского сельсовета, разработанные художником-геральдистом И. Л. Проститовым:164.
Описание герба: «В рассечённом червлёно-лазоревом щите под серебряной стенозубчатой о трёх зубцах вершиной — золотой пшеничный колос в столб с наложенным на него накрест золотым же копьём наконечником вниз и шашкой клинком вверх».
Вершина с тремя зубцами — символ Святой Троицы, в честь которой был заложен первый храм при основании села Донского. Пика (копьё) и шашка указывали на казачье прошлое села. Колос символизировал сельское хозяйство как основу экономики Донского. Синий (лазурь) и красный (червлень) цвета обозначали цвета терского и донского казачества:164.
Флаг представлял собой горизонтально пересечённое сине-красное полотнище с соотношением сторон 2:3, с белой полосой вдоль древка в 1/4 ширины флага, несущее в себе фигуры герба:164.
27—28 июня 2005 года официальные символы сельского поселения были внесены в Государственный геральдический регистр (герб под номером 1886, флаг под номером 1887).

## История
Статус и границы сельского поселения установлены Законом Ставропольского края от 4 октября 2004 г. № 88-КЗ «О наделении муниципальных образований Ставропольского края статусом городского, сельского поселения, городского округа, муниципального района».
С 16 марта 2020 года все муниципальные образования Труновского муниципального района были объединены в Труновский муниципальный округ.

## Население
| 1989    | 2002    | 2010    | 2011    | 2012    | 2013    | 2014    |
| ------- | ------- | ------- | ------- | ------- | ------- | ------- |
| 13 833  | ↗15 716 | ↘15 558 | ↘15 527 | ↘15 510 | ↘15 394 | ↘15 212 |
| 2015    | 2016    | 2017    | 2018    | 2019    | 2020    |         |
| ↘15 027 | ↘14 763 | ↘14 467 | ↘14 286 | ↘13 991 | ↘13 747 |         |

### Национальный состав
По итогам переписи населения 2010 года проживали следующие национальности (национальности менее 1 %, см. в сноске к строке "Другие"):
| Национальность | Численность | Процент |
| -------------- | ----------- | ------- |
| Русские        | 13 012      | 83,64   |
| Армяне         | 951         | 6,11    |
| Цыгане         | 310         | 1,99    |
| Езиды          | 244         | 1,57    |
| Другие         | 1041        | 6,69    |
| Итого          | 15 558      | 100,00  |

## Состав сельского поселения
| № | Населённый пункт | Тип населённого пункта       | Население |
| - | ---------------- | ---------------------------- | --------- |
| 1 | Донское          | село, административный центр | ↗14 338   |
| 2 | Невдахин         | хутор                        | ↗631      |

## Местное самоуправление
Главы сельсовета
- Вакула Виктор Викторович
- с марта 2016 года — Аришин Василий Николаевич[22]